# منتخب كوبا لكرة السلة
منتخب كوبا الوطني لكرة السلة (بالإسبانية: Selección de baloncesto de Cuba)‏ هو ممثل كوبا الرسمي في المنافسات الدولية في كرة السلة .